# Gale Harold
Gale Morgan Harold III est un acteur américain. Il est né le 10 juillet 1969 à Decatur dans l’État de Géorgie aux États-Unis. Il est principalement connu pour le rôle de Brian Kinney dans la série gay américano-canadienne Queer as Folk et de Jackson Braddock dans Desperate Housewives.

## Biographie
Au cours de sa scolarité, ses qualités dans le football lui permettent d’obtenir une bourse pour l’Université de Washington D.C.. Plus tard, il quitte l’université et déménage à San Francisco pour étudier l’art. Accessoirement, il travaille en tant que menuisier et restaure d’anciennes motos italiennes. Suzy Landau, la productrice de Francis Ford Coppola, l’encourage à se lancer dans le cinéma. C’est à 28 ans, en 1997, qu’il met pour la première fois les pieds sur scène.[réf. souhaitée]
Il se fait connaître du grand public pour son rôle dans la série américaine Queer as Folk, série dans laquelle il joue le rôle du bourreau des cœurs homosexuel, Brian Kinney. En 2006, il a le rôle principal de la série américaine Vanished, diffusée sur la chaîne Fox. Il apparait brièvement dans le final de la saison 4 de Desperate Housewives en tant que nouvel amant de Susan, nommé Jackson, et poursuit ce rôle au cours de la saison 5. En octobre 2008, Gale Harold est victime d’un accident de moto. Il se rétablit assez rapidement pour terminer la saison 5 de Desperate Housewives.
Il apparaît en 2010 dans Hellcats puis en 2011 dans The Secret Circle, séries diffusées sur The CW.

## Filmographie

### Cinéma
- 2000 : 36K : Booker O’Brien
- 2001 : Mental Hygiene : David Ryan
- 2003 : Wake  : Kyle Riven
- 2003 : Rhinoceros Eyes : Phil Barbara
- 2003 : Particles of Truth : Morrison Wiley
- 2004 : Life on the Ledge : Chaz
- 2005 : Fathers and Sons : Elliot
- 2005 : Martha: Behind Bars : Peter Baranovic
- 2005 : The Unseen : Harold
- 2006 : Falling for Grace : Andrew Barrington Jr.
- 2008 : Passenger Side : Karl
- 2010 : Fertile Ground : Nate Weaver / William Weaver
- 2011 : Rehab de Rick Bieber : Dr Daniel Brody
- 2016 : Andron-The black labyrinth : Julian
- 2022 : Good Girl Jane : Elliott Rosen

### Séries télévisées
- 2000-2005 : Queer as Folk : Brian Kinney
- Avril 2002 : Larry King Live : lui-même
- 2003 : New York, unité spéciale (saison 4, épisode 24) : Dr. Garrett Lang
- 2003 : Street Time (it); dans les épisodes Get Up, Stand Up et Gone : Geoff Beddoes
- 2006 : Vanished : Graham Kelton
- 2006 : Deadwood : Wyatt Earp
- 2006 : The Unit, dans les épisodes Dedication et Unannounced : Rory "The Missile", manager d'une station de radio
- 2007 : Grey's Anatomy, saison 4 épisode 9/10 : Shane, un ambulancier néonazi
- 2008-2009 : Desperate Housewives : Jackson Braddock (apparition saison 4, régulier saison 5)
- 2010 : Hellcats : Julian Parish
- 2010 : Les Experts : Manhattan : Kevin Scott (saison 6, épisode 22 : Fenêtre sur rue)
- 2011-2012 : The Secret Circle : Charles Mead
- 2013-2014 : Defiance : Connor Lang (4 épisodes)
- 2018 : Esprits Criminels (saison 14 épisode 9) : Dr Daryl Wright
- 2020 : Equal : Howard Smith (1 épisode)